# David (Milhaud)

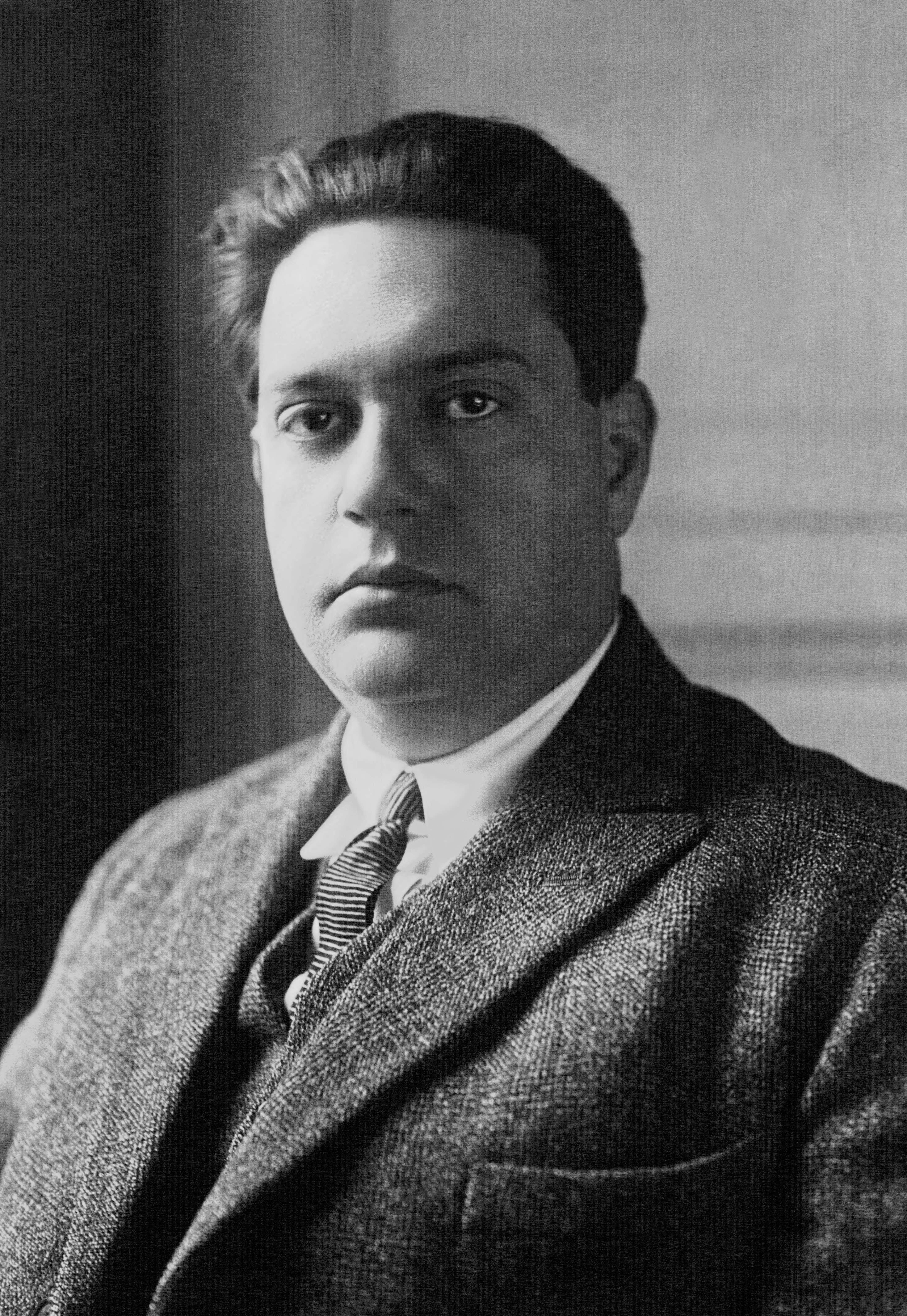
Darius Milhaud

David är en biblisk opera i fem akter och tolv scener med musik av Darius Milhaud. Operan använder sig av ett hebreiskt libretto av Armand Lunel som bygger på Samuelsböckerna. Verket var en beställning och bekostades av dirigenten Sergej Kusevitskij, som dog kort tid före operans premiär, och komponerades till 3000-årsfirandet av staden Jerusalems grundande av Kung David; mannen som är objektet för operan. Operan hade premiär i Jerusalem 1 juni 1954 i ett konsertant framförande som en del av Internationella samfundet för samtida musiks World Music Festival, vilken avhölls i Haifa. Dirigenten George Singer dirigerade framförandet i närvaro av flera prominenta israeliska personer däribland president Yitzhak Ben-Zvi.

## Historia
Milhaud och librettisten Armand Lunel blev inbjudna av Israels regering för att upptäcka den moderna atmosfären i det unga landet. Lunel sade senare att han var imponerad av de tidsmässiga lager som genomsyrade platsen, med en blandning av dåtid och nutid, särskilt kring historia och religion. Partituret komponerades under 1952 medan Milhaud bodde i USA och han orkestrerade det i början av 1953..
Den första iscensatta uppsättningen av David gavs på La Scala i Milano i januari 1955 med påkostade dekor och kostymer av Nicola Alexandrovich Benois. Barytonen Anselmo Colzani sjöng titelrollen och dirigent var Nino Sanzogno. Övriga sångare bestod av Nicola Rossi-Lemeni som Saul, Marcella Pobbe som Bathsheba och Italo Tajo som Samuel. Den amerikanska premiären ägde rum 23 september 1956 i Hollywood Bowl i Los Angeles med en ensemble på över 400 deltagare ledda av dirigenten Izler Solomon. Barytonen Harve Presnell porträtterade titelpersonen i denna uppsättning med Herva Nelli som Bathsheba, Mack Harrell som Saul och Giorgio Tozzi as Samuel.

## Personer
- Jesse (baryton))
- Hans fru (alt))
- David (baryton))
- Saul, kung av Israel (baryton)
- Jonathan och Michol, hans barn (tenor, sopran)
- Trollkarlen i Endor (alt)
- Översteprästen (bas)
- Goljat (bas))